# Rumiación

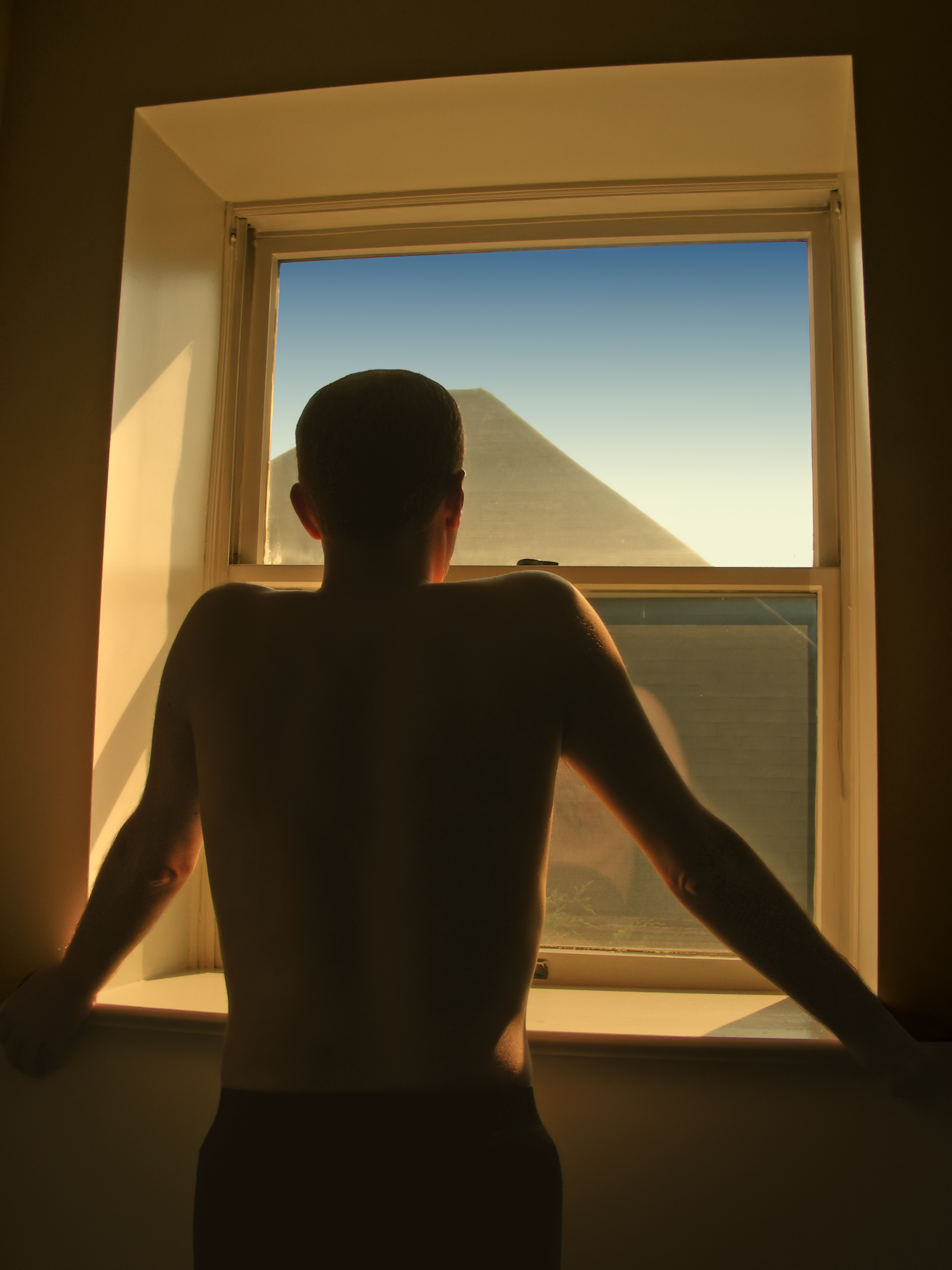
La rumiación aparece estrechamente relacionada con la preocupación.

La rumiación o pensamientos obsesivos (no confundir con los pensamientos intrusivos) es que la persona centre repetitivamente sus pensamientos en los síntomas de su malestar, y en sus posibles causas y consecuencias, en vez de en sus soluciones, según la teoría de estilos de respuesta propuesta por Nolen-Hoeksema (1998).
Como esta teoría ha sido apoyada por resultados empíricos, este modelo de rumiación es la conceptualización más ampliamente utilizada. Sin embargo otras teorías han propuesto definiciones diferentes de rumiación. Por ejemplo, en la teoría de progreso hacia los objetivos, la rumiación se conceptualiza, no como reacción a un estado de ánimo, sino como «respuesta al fracaso en el progreso satisfactorio hacia un objetivo». Por esta razón, tanto la  rumiación como la preocupación se asocian con la ansiedad y otros estados emocionales negativos; sin embargo sus medidas no han sido unificadas.
La rumiación ocurre tanto en personas mentalmente sanas como en las que sufren algún tipo de trastorno, pero en estas últimas se da con mayor intensidad y puede agravar su condición. Tiene lugar en buena medida involuntariamente, como un círculo vicioso en el que la mente cae sin que la persona pueda apartar sus pensamientos de él, al menos durante un tiempo. De hecho, la característica común más notoria que comparten la depresión, el trastorno obsesivo-compulsivo (TOC) y algunas formas de ansiedad social es la persistencia de pensamientos negativos.
En inglés esta actividad se describe con la palabra rumination. Se podría pensar que la traducción al español sería "ruminación", pero en psicología se emplea rumiación, sin la "n" intermedia. En cambio, en español se utiliza "ruminación" o "ruminaciones" para describir la textura rugosa compleja de algunos órganos vegetales.  

## Teorías

### Teoría de los estilos de respuesta
La teoría de los estilos de respuesta (RST por sus siglas en inglés) inicialmente definía la rumiación como que la persona se centrara pasiva y repetitivamente en sus síntomas de depresión y las posibles causas y consecuencias de estos síntomas. El hecho que ha propiciado esta definición es que se ha identificado a la rumiación como factor en el desarrollo, mantenimiento y agravamiento tanto de síntomas depresivos como de episodios de depresión mayor. Recientemente la RST ha ampliado la definición de rumiación más allá de la depresión para incluir las situaciones en que la persona afectada por un problema psicológico piensa pasiva y repetitivamente en las causas, consecuencias y síntomas de su malestar. La definición se cambió porque se ha implicado a la rumiación en un conjunto de desórdenes psicológicos, no solamente depresión.
La RST sostiene también que la distracción positiva es la alternativa sana a la rumiación, porque el pensamiento se enfoca en estímulos positivos en vez de en el malestar. Sin embargo la literatura sugiere que la distracción positiva puede no ser una herramienta tan potente como alguna vez se creyó. Otras alternativas a la rumiación son el ejercicio físico (exigente, si es posible, o si no, algo tan sencillo como caminar) y la atención plena (mindfulness).
Específicamente, el modelo de la autorregulación de las funciones ejecutivas (modelo S-REF por sus siglas en inglés) define la rumiación como «pensamientos repetitivos generados por intentos de afrontar la discrepancia entre la situación actual y la que se desearía, estando dichos pensamientos dirigidos principalmente hacia procesar información autorreferenciada y no hacia acciones inmediatas orientadas a metas».
Más sencillamente, cuando una persona rumia, intenta contestar cuestiones como:
- ¿Por qué me ha pasado esto?
- ¿Cómo me ha podido pasar a mí?
- ¿Qué podría haber hecho para evitarlo?
- ¿Qué voy a hacer ahora?
- ¿Qué van a pensar los demás de mí?

Sin embargo, al intentar contestar a estas preguntas, quien rumia tiende a centrarse en sus emociones (i.e., información autorreferenciada) y no en las soluciones (i.e., acciones orientadas a metas).
La metacognición (lo que se piensa, en el sentido de "creer", sobre la actividad de pensar obsesivamente) es también una parte importante del modelo S-REF y ayuda a explicar el vínculo entre rumiación y depresión. Específicamente, quien cree positivo pensar largamente sobre lo que le ha ocurrido (p. ej. «necesito recordar con detalle las cosas malas que me han pasado para darles algún sentido») está probablemente motivado para dedicarse reiteradamente a la rumiación. Una vez que se pone a ello es probable que se activen otras creencias metacognitivas sobre la rumiación (aunque la persona la denominará con otras palabras, menos técnicas), viéndola como desagradable (p. ej. «cavilar me pone enfermo»), incontrolable (p. ej., «no puedo parar de pensar»), y socialmente dañina. Estas creencias metacognitivas negativas contribuyen entonces a que se desarrolle una depresión y a que se mantenga en el tiempo.

### Teoría del progreso hacia las metas
La teoría del progreso hacia las metas (GPT por sus siglas en inglés) busca explicar la rumiación como una función del progreso hacia las metas. Específicamente, la GPT ve la rumiación como un ejemplo del efecto Zeigarnik, el cual sugiere que los individuos tienen mayor probabilidad de recordar información de tareas inacabadas que de las acabadas. Desde este punto de vista, la GPT define la rumiación como «la tendencia a pensar recurrentemente sobre metas importantes que todavía no se han alcanzado» o hacia las que no se ha progresado lo suficiente.
La GPT pronostica que las personas con mayor acceso a la información sobre sus metas tendrían que ser más propensas a la rumiación. Varios estudios han apoyado esta predicción.

### Teoría de la disrupción en la conexión
Una investigación dirigida por Scott Langenecker, profesor asociado de psiquiatría y psicología en la facultad de medicina de la Universidad de Illinois, halló que en todos los cerebros de personas con enfermedades mentales que estudiaron estaba perturbada la conexión del fascículo superior longitudinal (una región del cerebro) con una red cognitiva de control. Esta perturbación puede hacer que la red en modo pasivo se hiperactive e impida el paso a otro estado mental más centrado en tareas productivas.

## Patología
Amplias investigaciones sobre los efectos de la rumiación muestran que la forma negativa de rumiación (asociada con disforia) dificulta a las personas centrarse en la resolución de problemas y las obsesiona con pensamientos negativos sobre fracasos pasados. Los estudios sugieren que las implicaciones negativas de la rumiación se deben a sesgos cognitivos, como sesgos de memoria y sesgos de atención, que predisponen a dedicar más atención a estímulos negativos.
La tendencia de una persona a rumiar negativamente es constante en el tiempo y supone un factor de riesgo significativo para la depresión clínica. No solo es más probable que quienes rumian habitualmente acaben deprimiéndose, sino que además los estudios experimentales han demostrado que, si se induce a personas a rumiar, les baja sustancialmente el ánimo. También hay evidencias de que la rumiación está ligada con la ansiedad, el estrés postraumático, las borracheras habituales, los trastornos alimentarios y las autolesiones.
Antes se creía que la rumiación pronosticaba la duración de los síntomas depresivos. En otras palabras, que rumiar los problemas era una forma de ensayo de memoria que alargaba el episodio de depresión. La evidencia sugiere ahora que, pese a que la rumiación contribuye a la depresión, no es necesariamente correlativa con la duración de los síntomas depresivos.

## Tipos y contenido de los pensamientos obsesivos
Las teorías sobre la rumiación difieren en sus predicciones respecto al contenido de los pensamientos obsesivos que la constituyen, porque cada teoría se basa en una conceptualización diferente. Algunos modelos proponen que la rumiación se centra en estados de sentimientos negativos o en las circunstancias que rodean a esos sentimientos (RST: rumiación de la tristeza; Trapnell y Campbell: rumiación como respuesta al estrés; modelos de procesado psicológico de acontecimientos traumáticos). En otros modelos la rumiación se centra en las discrepancias entre la situación actual de la persona y la que desearía (progreso hacia las metas; modelo de la rumiación como evaluación). Finalmente, otros modelos proponen que los aspectos negativos de incontrolabilidad de los pensamientos y daño que producen las creencias sobre la rumiación son los más importantes. Algunos pensamientos característicos de la rumiación son el cuestionamiento del propio bienestar, las posibles causas de los síntomas depresivos, y sus consecuencias. Por ejemplo: «por qué me salen tan mal las cosas», «por qué estoy tan triste» o «por qué no me apetece hacer nada».
Otra diferencia surgida en el contenido de los pensamientos obsesivos es el momento al que se refieren: unas teorías suponen que la rumiación puede oscilar entre el pasado, la actualidad y el futuro. Otras consideran que este contenido se centra en el pasado o en el presente. Las preguntas a personas con este comportamiento revelan que la rumiación contiene pensamientos relacionados con el pasado, en contraste con la preocupación, más orientada al futuro. Sin embargo un estudio más reciente halló que el momento al que se refieren los pensamientos cambia durante la rumiación: empiezan centrados en el pasado, pero según avanza la rumiación, aumentan los referidos al presente y al futuro. De este modo la rumiación puede ser más complicada de lo que se creía anteriormente, y no necesariamente centrada por completo en el pasado.
Se han propuesto 3 formas de rumiación:
- Rumiación estática: obsesión con las consecuencias y los sentimientos asociados con el fracaso. La rumiación estática es más común en personas pesimistas, neuróticas o con estilos de atribución negativos (atribuyen siempre las causas de sus males a factores externos).
- Rumiación activa: procesos mentales orientados a tareas, centrados en la consecución de objetivos y en la corrección de errores.
- Rumiación irrelevante para las tareas: utiliza acontecimientos o personas no asociadas con el objetivo fallido para distraer a a persona del fracaso.[23]

## Medida
La tendencia a rumiar puede evaluarse con la escala de respuestas (en el sentido de contestaciones a determinadas preguntas de una lista) ruminativas del cuestionario de estilos de respuesta (en el sentido de comportamiento de la persona como reacción a un hecho que la perturba psicológicamente). Se pregunta a las personas si tienen 22 pensamientos o comportamientos ruminativos cuando se sienten tristes o deprimidas.

## Diferencias según el sexo
Según Susan Nolen-Hoeksema, las mujeres tienden a rumiar cuándo están deprimidas, mientras que los hombres tienden a distraerse. Esta diferencia en el estilo de respuesta se propuso para explicar los mayores índices de depresión en mujeres. Los investigadores han confirmado que la probabilidad de rumiación es mayor en las mujeres, aunque la predicción de que los hombres tienden más a distraerse cuando se deprimen no ha sido confirmada por los estudios.

## Abrirse sanamente
Aunque la rumiación es generalmente dañina y se asocia con la depresión, que una persona piense sobre sus sentimientos y que hable de ellos con otra puede ser beneficioso en las condiciones correctas. Según Pennebaker, abrirse sanamente puede reducir el malestar y la rumiación cuando lleva a comprender mejor el origen de los problemas. Así, cuando una persona que tiene con otra una relación de apoyo le cuenta sus sentimientos, es probable que la relación se refuerce y ambas se sientan mejor. En cambio, cuando varias (normalmente 2, pero pueden ser más) personas rumian repetitivamente el mismo problema y se obsesionan con él sin avanzar, tienen mayor probabilidad de sufrir depresión.
Se define la corrumiación como el proceso de «hablar demasiado de problemas personales dentro de una relación diádica» —de 2 personas, no necesariamente una pareja— (Rose, 2002). Se trata de un constructo relativamente poco estudiado, tanto en sus consecuencias negativas como en las positivas.

## Relaciones con otros constructos
En ocasiones se ha confundido la rumiación con otros constructos similares que se dan conjuntamente en la misma persona. La preocupación y los pensamientos automáticos negativos son 2 de ellos.

### Preocupación
La rumiación aparece estrechamente relacionada con la preocupación. La preocupación ha sido identificada como «una cadena de pensamientos e imágenes negativos y relativamente incontrolables; representa un intento de resolver mentalmente un asunto de varios resultados posibles, algunos de ellos negativos.» (Borkovec)
Se ha comparado la rumiación con la preocupación, y en algunos modelos, como el S-REF, se considera un tipo de preocupación. Muchos investigadores han notado la alta comorbilidad del trastorno de ansiedad generalizada (GAD por sus siglas en inglés) y la depresión: más del 60 % de pacientes con síntomas del GAD también podrían ser diagnosticados de depresión mayor. Esta concurrencia significativa ha llevado a que aumenten los artículos sobre el solapamiento de la rumiación (estudiada a menudo en el contexto de depresión) con la preocupación (estudiada a menudo en el contexto del GAD).
Las medidas de rumiación y preocupación también han mostrado altas correlaciones, por encima y más allá de las medidas de los síntomas de ansiedad y de depresión (r = 0,66; Beck & Perkins, 2001, siendo r el coeficiente de correlación entre 2 fenómenos, que en valor absoluto varía de 0, si no están relacionados, a 1, si están muy relacionados). La rumiación y la preocupación se solapan en sus relaciones con la ansiedad y la depresión, pese a que algunos estudios indican que la rumiación es específica de la depresión, y la preocupación, de la ansiedad. Se ha hallado que la rumiación predice los cambios tanto en los síntomas de depresión como en los de ansiedad. Individuos con depresión mayor se sumen en niveles de preocupación similares a los de individuos con GAD. En conjunto estos estudios sugieren que la rumiación y la preocupación están relacionadas, no solo la una con la otra, sino también con síntomas de depresión y ansiedad.
Otros estudios han demostrado que el contenido de la preocupación es distinto al de la rumiación: las preocupaciones se centran a menudo en posibles soluciones a los problemas y se orientan hacia el futuro, mientras que la  rumiación contiene pensamientos de pérdida y se centra más en el pasado. La rumiación, comparada con la preocupación, también se ha asociado con menos esfuerzo para resolver los problemas y menos confianza en que se resuelvan (Papageorgiou & Wells, 2004). Asimismo se ha sugerido que la rumiación y la preocupación tienen propósitos diferentes: la primera se asociaría con la mayor necesidad de entender una situación que se considera más importante, mientras que la segunda, paradójicamente, se asociaría con el deseo de evitar los propios pensamientos de preocupación (Watkins 2004b). También se ha formulado la hipótesis de que las preocupaciones contienen más imágenes mentales que la rumiación, pero los resultados de los estudios que intentaban demostrarla han sido mixtos.
En general, estos estudios sugieren que la preocupación y la rumiación son constructos relacionados y que ambas conducen a la depresión y la ansiedad. Es probable que rumiación y preocupación sean tipos relacionados de pensamientos repetitivos negativos, que podrían entenderse mejor como subtipos de algún constructo mayor, como estrategias de afrontamiento evitativas.

### Pensamientos negativos automáticos
La rumiación se ha comparado con los pensamientos negativos automáticos, definidos como «pensamientos repetitivos que contienen temas de fracasos o pérdidas personales». Nolen-Hoeksema (2004) aduce en cambio que los pensamientos negativos automáticos son distintos de la rumiación (según la define la teoría de los estilos de respuesta, RST por sus siglas en inglés) porque los primeros son evaluaciones relativamente cortas de pérdidas y fallos, mientras que la segunda consta de cadenas más largas de pensamientos repetitivos, circulares, negativos y centrados en quien piensa, y puede darse como respuesta a estos pensamientos negativos iniciales.
Nolen también sugiere que la rumiación puede contener —además de análisis de síntomas, causas y consecuencias— temas negativos como los de los pensamientos automáticos. De modo parecido, Papageorgiou y Wells (2004) apoyan esta al hallar que la rumiación puede pronosticar una futura depresión, incluso cuando las cogniciones negativas están controladas. Esto sugiere que los 2 constructos no se solapan completamente y tienen diferente valor predictivo . A pesar de la diferencia hallada por Nolen-Hoeksema, el cuestionario de estilos de respuesta solapa conceptualmente la rumiación con los pensamientos negativos automáticos, por lo que ha recibido críticas.

## Denominaciones en lenguaje corriente
La rumiación se ha dado siempre, pero el término psicológico es desconocido para la gente común. Esta actividad se ha descrito con los términos "perderse en sus pensamientos", "sumirse en cavilaciones", "dar muchas vueltas a algo" y, más informalmente, "comerse el coco" o "comerse el tarro" (cheli).
Como segundo de los significados de "rumiar", la RAE da «Considerar despacio y pensar con reflexión y madurez algo», calificando este uso de coloquial. La acción y efecto de rumiar es la rumia.